# Evald Inghammar
Nils Evald Napoleon Inghammar, ursprungligen Svensson, född 6 november 1906 i Sibbarp i Hallands län, död 9 februari 1968 i Gunnilse i Göteborg, var en svensk präst.

## Biografi
Inghammar, vars far var hemmansägare, avlade 1926 studentexamen i Halmstad. Fem år senare tog han teologie kandidatexamen vid Lunds universitet. Han prästvigdes 1932. Efter en kortare tid som kyrkoadjunkt i Skallsjö blev han 1934 kyrkoadjunkt i Mölndal. Han blev 1942 komminister i Lindome och 1948 kyrkoherde i Angered. Inghammar var den första prästen som bodde i Angereds prästgård.

### Familj
Evald Inghammar gifte sig 1939 med Marta Kallin. De fick tillsammans 4 barn, däribland Bengt Inghammar (1940-2024).